# Liste antiker Ortsnamen und geographischer Bezeichnungen/Il
| Lateinischer Name  | Griechischer Name                    | Beschreibung                              | Heute                                                                                                 | Quellen und Verweise   | Lage |
| ------------------ | ------------------------------------ | ----------------------------------------- | --- | ---------------------- | ---- |
| Ila                |                                      |                                           | | Smith;                 |      |
| Ilaraugatae        |                                      |                                           | | Smith;                 |      |
| Ilarcuris          |                                      |                                           | | Smith;                 |      |
| Ilargus            |                                      |                                           | | Smith;                 |      |
| Ilattia            |                                      |                                           | | Smith;                 |      |
| Ildum              |                                      | Ort der Edetani in Hispania Tarraconensis | bei Cabanes in Katalonien                                                                             | PECS; Pleiades; Smith; |      |
| Ilei               |                                      |                                           | | Smith;                 |      |
| Ileosca            |                                      |                                           | | Smith;                 |      |
| Ilercaones         |                                      |                                           | | Smith;                 |      |
| Ilerda             |                                      |                                           | | Smith;                 |      |
| Ilergetes          |                                      |                                           | | Smith;                 |      |
| Ilesium            |                                      |                                           | | Smith;                 |      |
| Ilici              |                                      |                                           | | Smith;                 |      |
| Ilienses           |                                      |                                           | | Smith;                 |      |
| Iliga              |                                      |                                           | | Smith;                 |      |
| Ilipa              |                                      |                                           | | Smith;                 |      |
| Ilipla             |                                      |                                           | | Smith;                 |      |
| Ilipula            |                                      |                                           | | Smith;                 |      |
| Ilipula Mons       |                                      |                                           | | Smith;                 |      |
| Ilissus            |                                      |                                           | | Smith;                 |      |
| Ilissus            |                                      |                                           | | Smith;                 |      |
| Ilistra            |                                      |                                           | | Smith;                 |      |
| Ilistra            |                                      |                                           | | Smith;                 |      |
| Ilithyia           |                                      |                                           | | Smith;                 |      |
| Ilithyia           | Εἰλειθυίας πόλις (Eileithyias polis) | Stadt in Oberägypten                      | el-Kab, 15 km nördlich von Edfu und 80 km südlich von Luxor bei der Mündung des Wadi Hilal in Ägypten | Smith;                 |      |
| Iliturgis          |                                      |                                           | | Smith;                 |      |
| Ilium              | Ἴλιον (Ilion), Τροία (Troia)         | Hauptort der Troas                        | am Hellespont in der Provinz Çanakkale in der Türkei                                                  | Smith;                 |      |
| Illiberis          |                                      |                                           | | Smith;                 |      |
| Illiberis, Helena  | Ἰλιβερίς (Iliberis)                  | Ort nahe der Pyrenäen                     | Elne in Frankreich                                                                                    | Smith;                 |      |
| Illici             |                                      |                                           | | Smith;                 |      |
| Illipula           |                                      |                                           | | Smith;                 |      |
| Illiturgis         |                                      |                                           | | Smith;                 |      |
| Illurco            |                                      |                                           | | Smith;                 |      |
| Illurgavonenses    |                                      |                                           | | Smith;                 |      |
| Illyricum, Illyria | Ἰλλυρικόν (Illyrikon)                | Landschaften an der Ostküste der Adria    | nordwestlicher Teil der Balkanhalbinsel                                                               | Smith;                 |      |
| Ilorci             |                                      |                                           | | Smith;                 |      |
| Ilucia             |                                      |                                           | | Smith;                 |      |
| Iluratum           |                                      |                                           | | Smith;                 |      |
| Ilurcaones         |                                      |                                           | | Smith;                 |      |
| Ilurcis            |                                      | siehe Graccurris                          | |                        |      |
| Ilurgeia           |                                      |                                           | | Smith;                 |      |
| Ilurgetae          |                                      |                                           | | Smith;                 |      |
| Iluro              |                                      | Stadt in Gallia Aquitania                 | Oloron in Aquitanien, Frankreich                                                                      | Smith;                 |      |
| Iluro              |                                      | Stadt in Hispania Tarraconensis           | Mataró in Katalonien, Spanien                                                                         | Smith;                 |      |
| Iluza              |                                      |                                           | | Smith;                 |      |
| Ilva               |                                      |                                           | | Smith;                 |      |
| Ilvates            |                                      |                                           | | Smith;                 |      |